# Forte São Francisco do Queijo
Il Forte São Francisco do Queijo (in portoghese Forte di São Francisco do Queijo), spesso abbreviato in Castelo do Qeijo è una fortificazione situata lungo la costa della freguesia di Nevogilde nel comune portoghese settentrionale di Porto.

## Storia

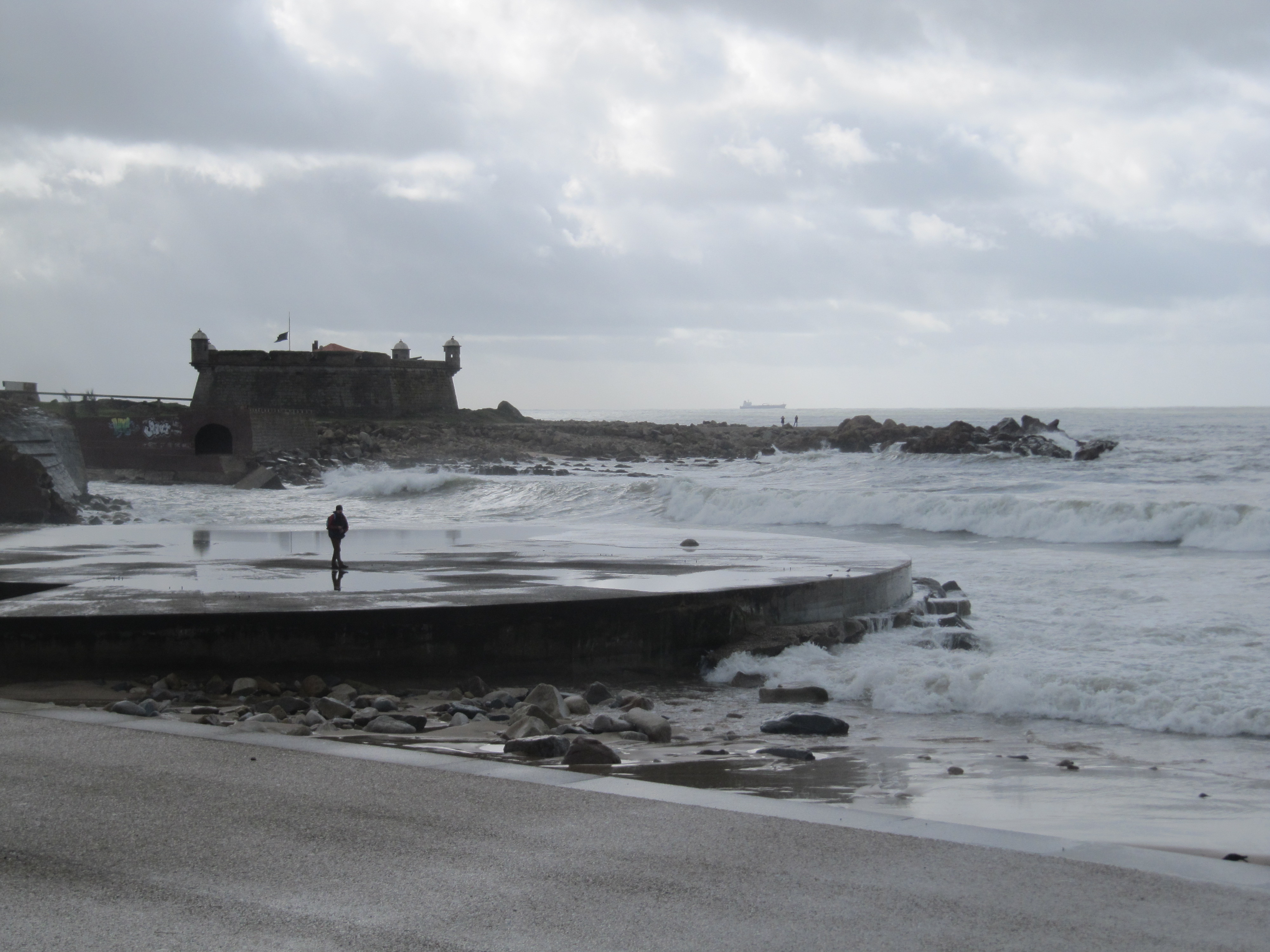
Una prospettiva della fortezza lungo la costa

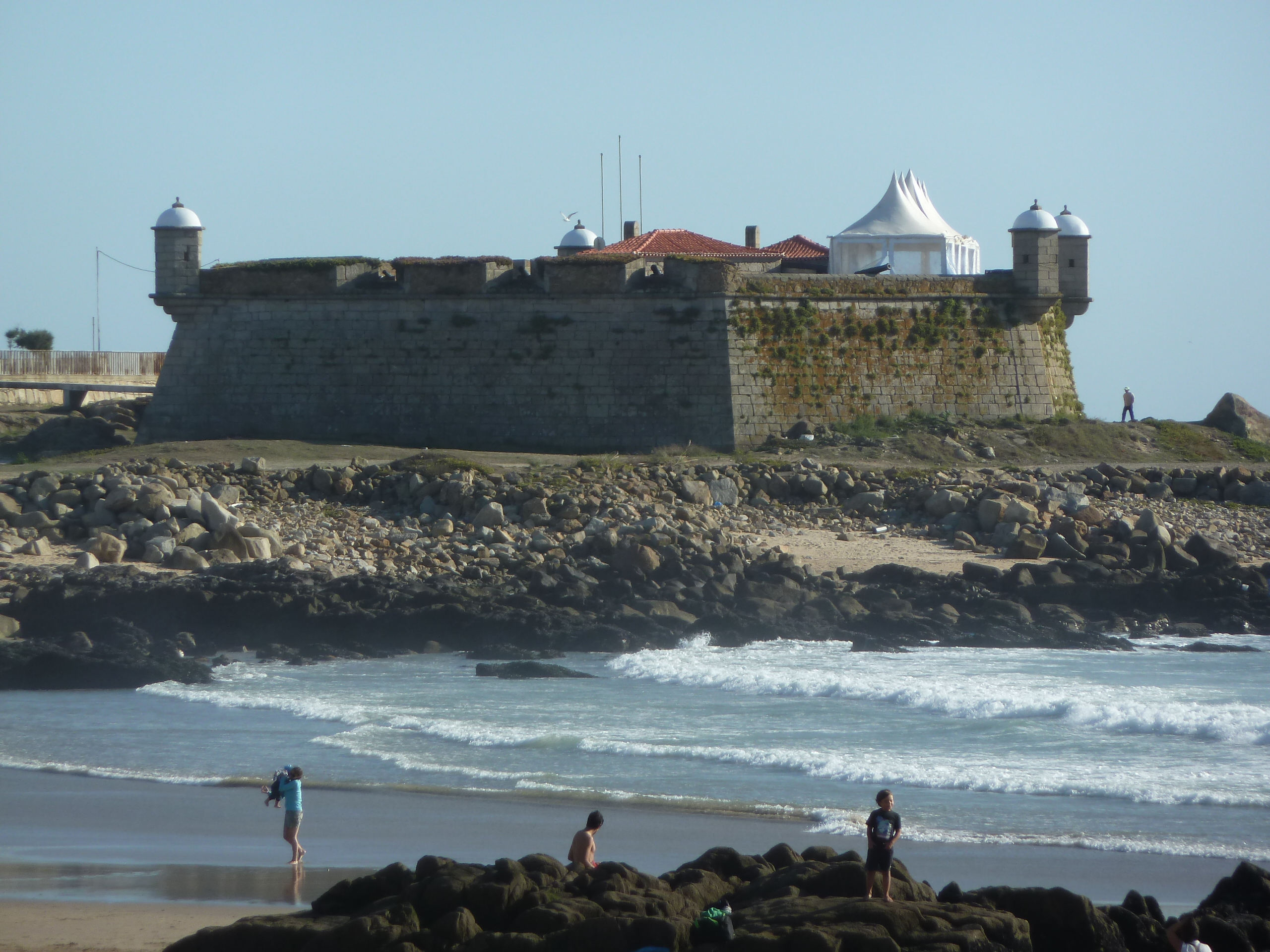
Pareti laterali della fortificazione

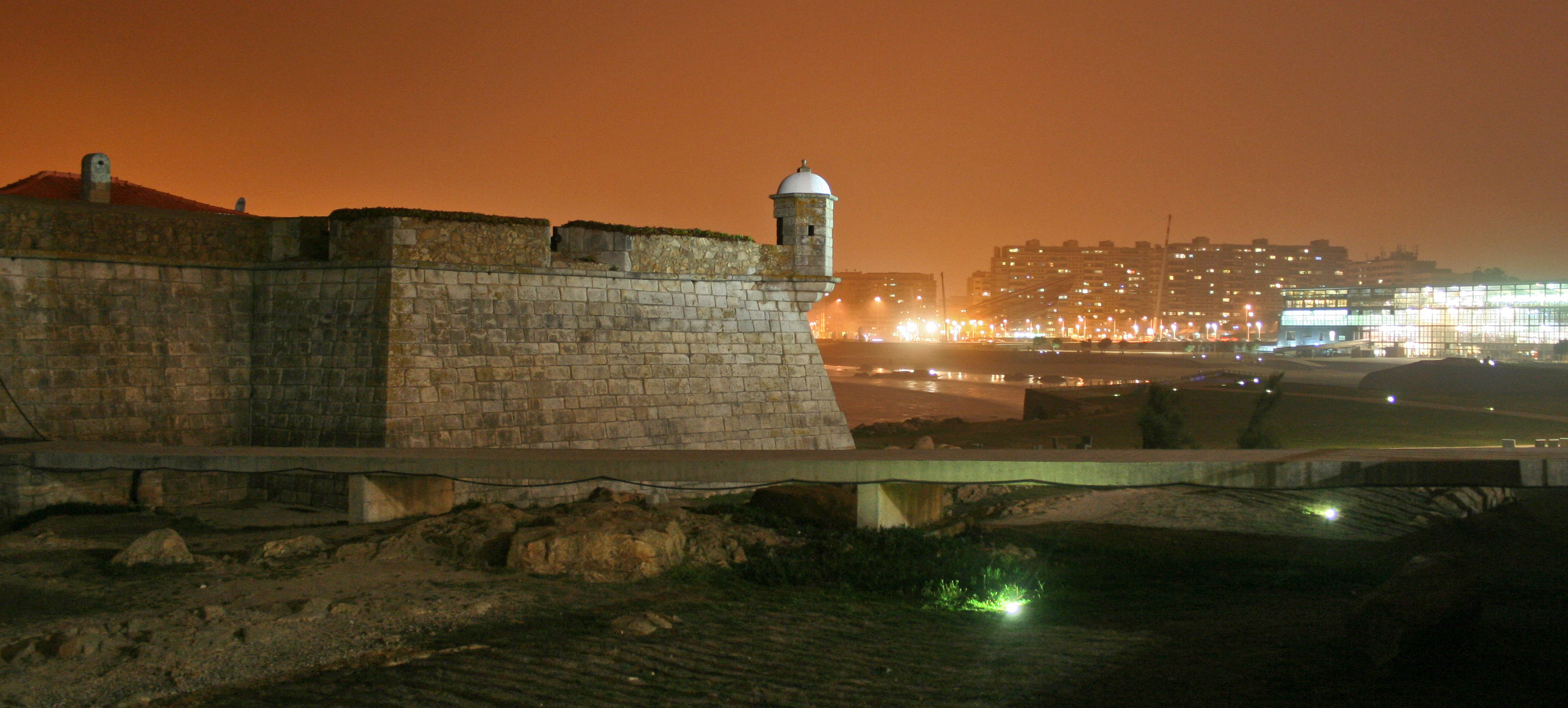
Una vista della fortificazione di sera

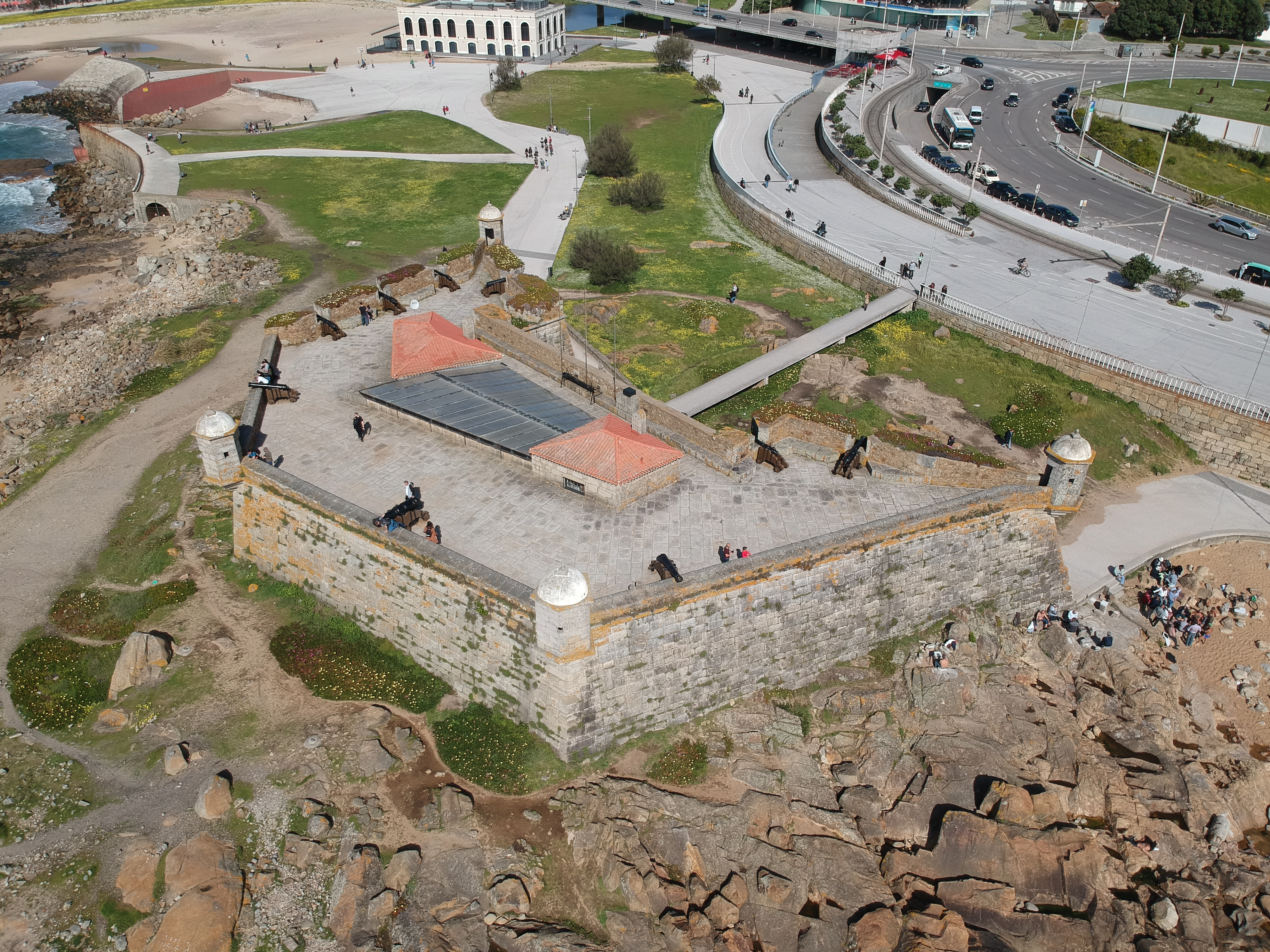
Vista aerea

Nella prima era di insediamento, l'area rocciosa di Queijo era sacra ai Dragani, una tribù celtica che arrivò nel VI secolo.
La fortificazione fu probabilmente costruita nel XV secolo, sopra la struttura primitiva già esistente. Il re Giovanni IV del Portogallo ordinò la costruzione di un nuovo forte nel 1643, progettato dall'ingegnere militare francese Miguel de l'Ècole e comandato da Fernando César de Carvalhais Negreiros, allora Capitano dell'Armata Reale.
Nessuno sa quando fu fondato il Castello di São Francisco Xavier; si presume sia stato tra il 1661 e il 1662, quando la costa era minacciata dall'armata della Galizia
Giudici e assessori comunali della città di Porto, il capitano António Pires Picão e vari altri capitani di carrack e caravelle arrivarono alla conclusione, nel 1643, che il forte era mal posizionato, a causa della mancanza di un'area sicura per lo sbarco. Questo perché l'area era rocciosa e influenzata da forti maree. A Fra João Turriano, ingegnere del Regno, fu chiesto di esprimere la sua opinione e decise che quella fortificazione doveva essere costruita lontano dal sito, nella località di Pedra do Queijo (usando i materiali esistenti).
Durante le guerre di restaurazione, il forte fu ricostruito (a spese della città), in un momento in cui i cittadini temevano gli attacchi da parte di squadroni di flotte spagnole.
Nel 1717, la città di Porto era responsabile della manutenzione del forte, un pesante fardello per le casse comunali, cosa che costrinse il consiglio comunale a presentare una petizione al re Giovanni V del Portogallo per smantellare il forte, a causa della ormai inutile presenza. Come dissero, il forte:
è una grande spesa per le casse della città, per il pagamento del personale necessario alla sua gestione, dove non risiede, ma trae vantaggio della sua terra.
Tuttavia, il Consiglio di guerra del re, indifferente alla petizione, mantenne attiva la fortezza. Nel 1751 fu costruita una cappella privata per assistere gli ufficiali che prestavano servizio nel sito.
L'11 aprile 1758, l'abate Manoel da Silva Pereira, riferiva della presenza di un tenente (comandante), un connestabile, un sergente, 11 artiglieri di stanza nel forte, compresi soldati non specificati che venivano inviati al forte di volta in volta, appartenenti al reggimento di Porto. Ma nel 1804 la sua utilità era scemata e non poteva adempiere alla sua funzione, date le tattiche militari del tempo. Tra il 1807 e il 1811, durante l'invasione francese, il forte non fu utilizzato con un ruolo difensivo.
Durante l'assedio di Porto (1832-1833), le forze Migueliste occuparono il forte fino a Lordelo, anche se furono affrontate da batterie e dalla marina. Alla fine della guerra civile il forte fu distrutto. Nell'agosto 1860, una pianta del forte comprendeva ponte levatoio, residenza del governatore, cappella in rovina, alloggi per ufficiali e militari in rovina, una rampa per il piazzale, fossato, aree inondate dal mare, quattro quartieri per soldati, cucina, polveriera e una casa per gli alloggi. Fu assegnato alla Compagnia dei veterani (1839), durante la rivolta di Maria da Fonte (1846), e occupato dalle truppe della giunta di Porto, e fu bombardato dalla fregata Íris, mentre sosteneva il governo di Maria II.
Tra il 1890 e il 1910 fu in possesso della Guarda Fiscal (Guardia fiscale).
Nel 1934 fu classificato come Proprietà di interesse pubblico.
La Commissione municipale per l'arte e l'archeologia propose che il forte fosse adattato a museo nel 1938. Dopo i lavori di restauro, nel 1942, il forte fu nuovamente abbandonato e gli spazi furono riattivati nel 1943 durante il corso della seconda guerra mondiale, quando furono installate batterie antiaeree, temendo attacchi tedeschi. Al fine di raccogliere fondi per aiutare il pagamento di una guardia permanente, le porte del forte furono aperte al pubblico.
La Junta Freguesia di Nevogilde installò alcuni servizi nel forte nell'aprile 1944. Immediatamente, entro l'anno, la giunta ricevette l'ordine di rimuovere l'attrezzatura dal sito dalla Direcção Geral da Fazenda Pública (Direzione generale delle finanze pubbliche), che provocò indignazione da parte del consiglio comunale. Ma nel 1949 la Junta de Freguesia continuò ad avere le sue installazioni nel forte. Condivisero gli spazi con una brigata navale della Legione portoghese, rimanendo lì fino al 25 aprile 1974. Tra il 1977 e il 1978, la carica era ricoperta da commando settentrionali.
Il 26 aprile 1961, il sito fu incluso nella Zona di protezione speciale. Il 24 settembre 2008, la DRCNorte ha proposto di includere il forte nella passeggiata marittima e nella designazione di Avenida de Montevideu che, entro il 7 gennaio 2009, è stata accettata dal consiglio consultivo di IGESPAR.

## Architettura

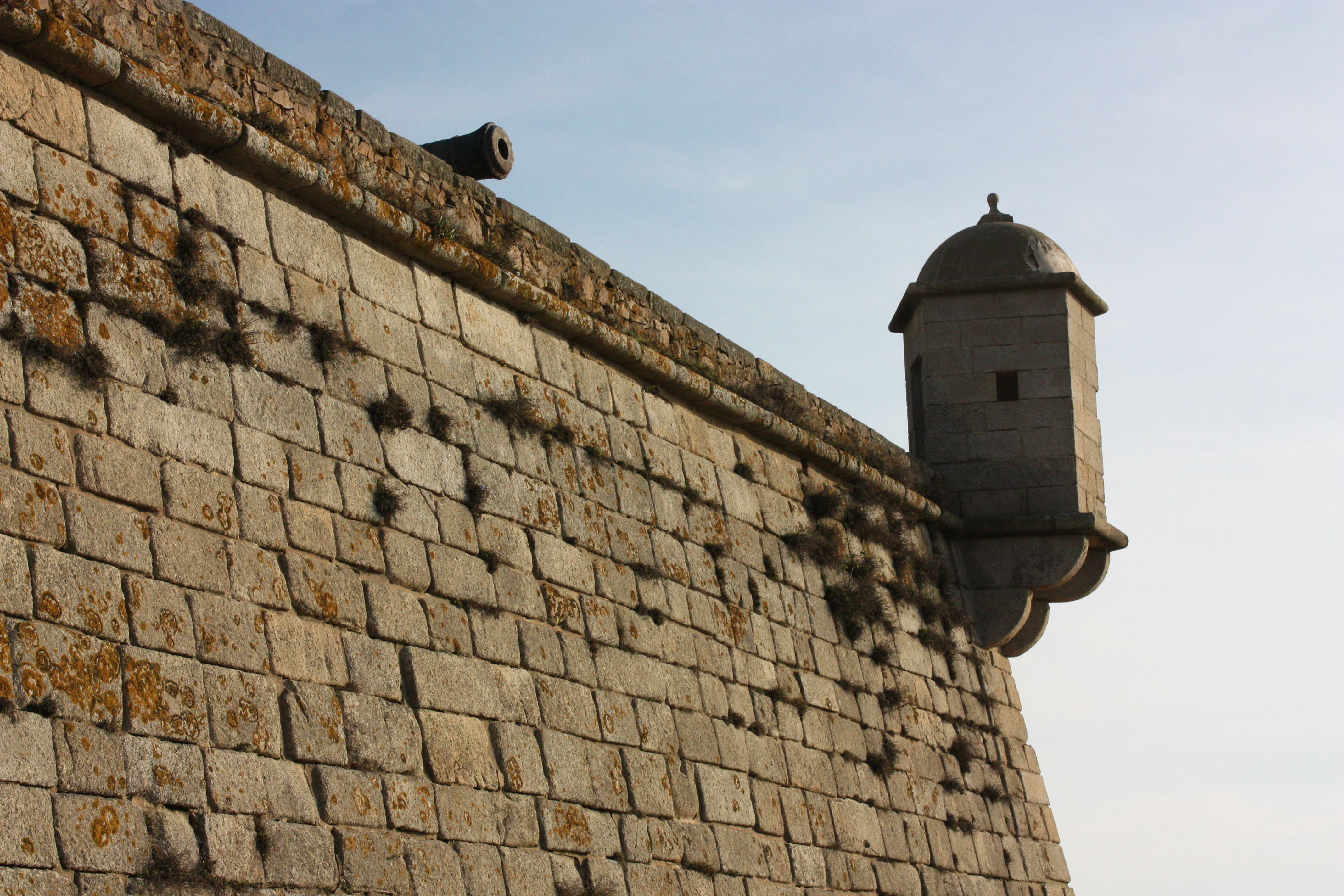
Una torre di guardia in uno degli angoli, che mostra il tetto arrotondato e cornici ornamentali

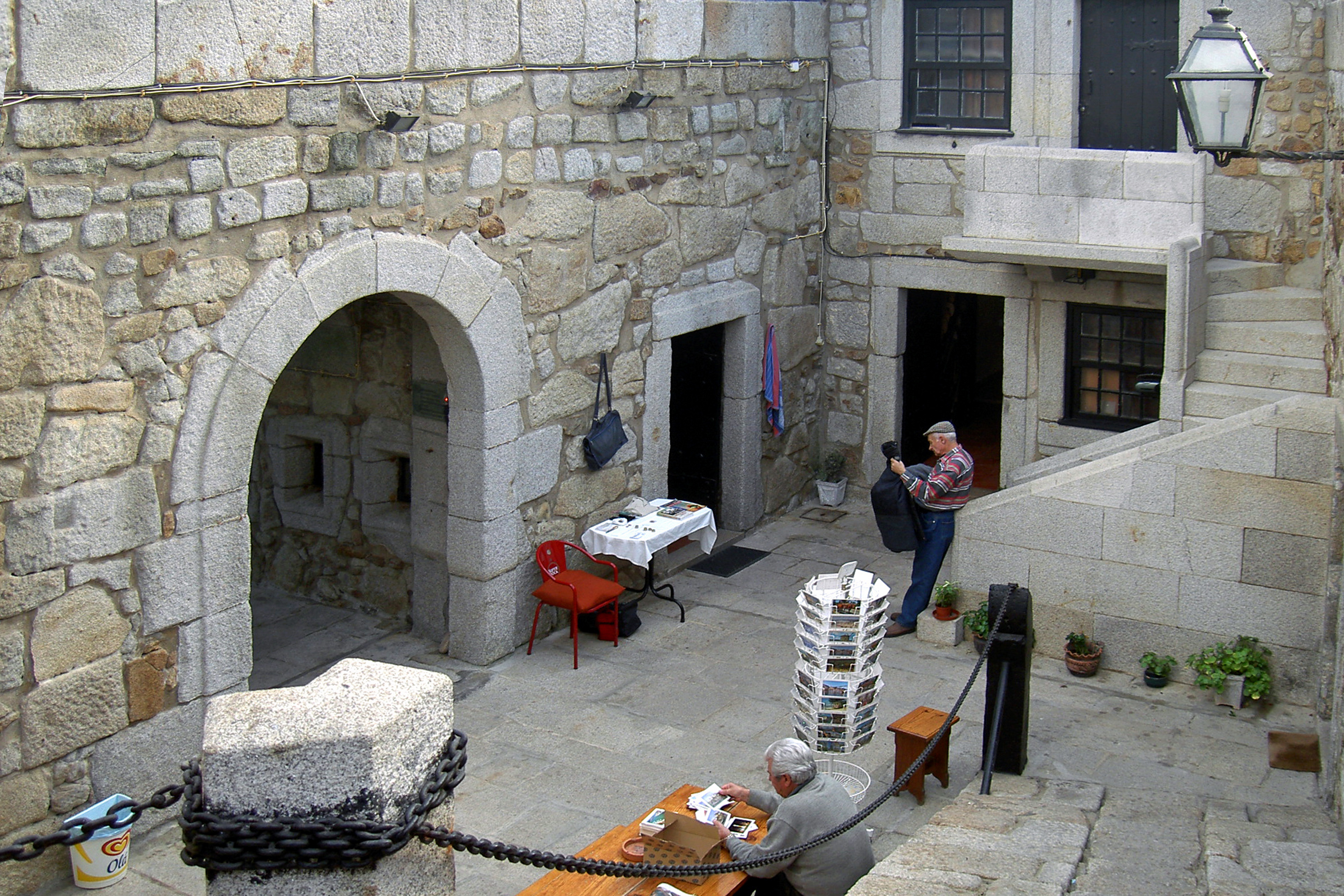
Una vista del cortile interno dalla porta principale

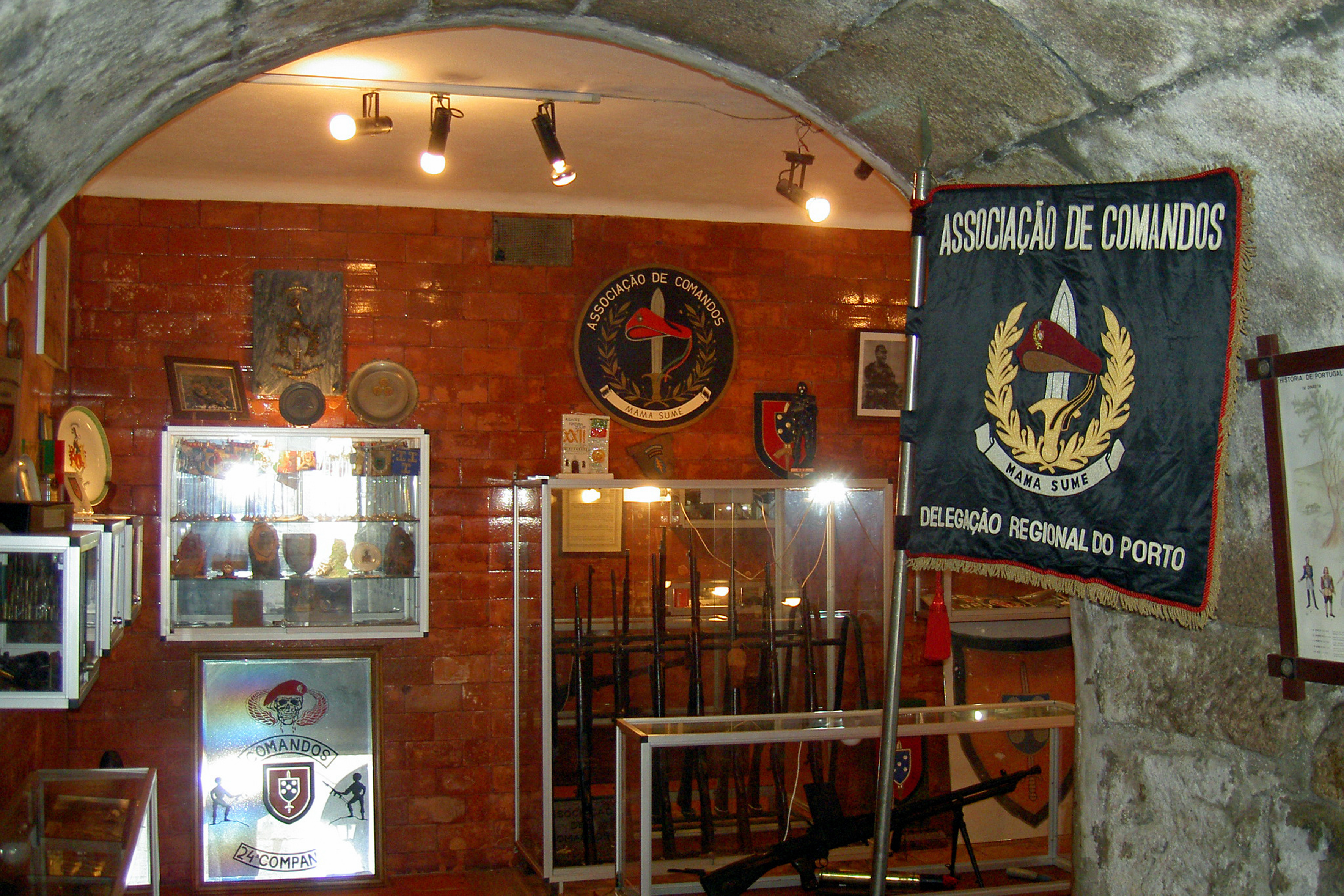
All'interno del museo militare situato all'interno della struttura

Il forte è situato in una posizione dominante sull'oceano, a breve distanza dalla foce dei fiumi Douro e Leça. A nord-est si trova il parco cittadino collegato direttamente al mare.
La fortezza trapezoidale è situata su una scogliera, circondata da un fossato a secco e aree che vengono inondate durante l'alta marea. Le alte pareti sono costruite con muratura di granito in file regolari inclinate, sormontate da un fregio arrotondato e da merlature irregolari. Lungo le facciate pentagonali si trovano torri di guardia poggianti su mensole triangolari a gradini. Le torri di guardia sono supportate da cornici e hanno cupole rotonde modellate agli angoli. La facciata principale (orientata verso sud-est) comprende il muro interrotto dall'ingresso principale con arco arrotondato a cui si accede da un ponte levatoio in legno. Sopra il portale, e interrompendo la cornice, si trova lo stemma del Portogallo, sormontato da una corona reale, sotto una sfera di granito. Da una struttura in ferro, pendono le catene portanti del ponte levatoio.
Il ponte levatoio conduce in un piccolo tunnel sezionato in due spazi (conservando tracce di porte), coperto da volta a botte che comprende tre fessure a freccia su ciascun lato.
Sul lato sinistro del tunnel una nicchia arrotondata a sinistra, ospita una rappresentazione in pietra di San Francesco Saverio, mentre a destra un'altra simile ospita un'immagine della Vergine Maria. Il tunnel si collega al cortile, coperto con griglie metalliche e lastre di vetro, che fornisce accesso al bar, alla polveriera coperta da volta a botte, a scale, balconi e porte di accesso alle restanti dipendenze. Dall'ingresso si accede ad una rampa di accesso al ponte superiore.
Un oratorio, per l'invocazione di San Francesco Saverio, era situato all'interno della sala dell'ex residenza del comandante del forte.